# Ian Millar
Ian Millar (Halifax, 6 de enero de 1947) es un jinete canadiense que compitió en la modalidad de salto ecuestre. Su hija Amy compite en el mismo deporte.
Participó en diez Juegos Olímpicos de Verano, entre los años 1972 y 2012, obteniendo una medalla de plata en Pekín 2008, en la prueba por equipos (junto con Gillian Henselwood, Eric Lamaze y Malcolm Cone), el cuarto lugar en Montreal 1976, el cuarto en Los Ángeles 1984, el cuarto en Seúl 1988 y el quinto en Londres 2012, en la prueba por equipos.
Ganó diez medallas en los Juegos Panamericanos entre los años 1979 y 2015.
En Londres 2012 disputó sus décimos Juegos Olímpicos, convirtiéndose así en el deportista con el mayor número de participaciones olímpicas. Se retiró de la competición en 2020, posteriormente fue elegido jefe del equipo olímpico canadiense de saltos.
En 1986 fue nombrado miembro de la Orden de Canadá y en 1996 ingresó en el Salón de La Fama del Deporte Canadiense.

## Palmarés internacional
| Juegos Olímpicos     | Juegos Olímpicos              | Juegos Olímpicos  | Juegos Olímpicos |
| Año                  | Lugar                         | Medalla           | Categoría        |
| -------------------- | ----------------------------- | ----------------- | ---------------- |
| 2008                 | Hong Kong (China)             | Medalla de plata  | Por equipos      |
| Juegos Panamericanos |                               |                   |                  |
| Año                  | Lugar                         | Medalla           | Categoría        |
| 1979                 | San Juan (Puerto Rico)        | Medalla de plata  | Por equipos      |
| 1979                 | San Juan (Puerto Rico)        | Medalla de bronce | Individual       |
| 1983                 | Caracas (Venezuela)           | Medalla de plata  | Por equipos      |
| 1987                 | Indianápolis (Estados Unidos) | Medalla de oro    | Individual       |
| 1987                 | Indianápolis (Estados Unidos) | Medalla de oro    | Por equipos      |
| 1991                 | La Habana (Cuba)              | Medalla de plata  | Por equipos      |
| 1999                 | Winnipeg (Canadá)             | Medalla de oro    | Individual       |
| 1999                 | Winnipeg (Canadá)             | Medalla de bronce | Por equipos      |
| 2007                 | Río de Janeiro (Brasil)       | Medalla de plata  | Por equipos      |
| 2015                 | Toronto (Canadá)              | Medalla de oro    | Por equipos      |